# Pavilion Books
Pavilion Books és una editorial amb seu a la Gran Bretanya. Està especialitzada en llibres il·lustrats i en continguts digitals. La seu central de la companyia és a Londres, i el seu cap executiu és Robin Wood.

## Història
La companyia va començar la seva història com a editorial independent el 2005 amb l'adquisició de Chrysalis Books Group al Chrysalis Group, per part de Robin Wood, Polly Powell i David Proffit. El Chrysalis Books Group va prendre el nom Anova Books per evitar confusions amb la seva anterior propietària, Chrysalis Group. El 2014 Anova Books es va reanomenar a Pavilion Books.
Des d'aquell moment, l'empresa ha adquirit o creat diverses altres editorials, de manera que actualment en depenen: 
- Batsford, una editoria de 150 anys d'activitat, que publica llibres especialitzats de diversos temes, com ara escacs i horticultura.
- Collins & Brown, una editorial que començà la seva activitat el 1989 focalitzada en llibres de no ficció.
- Conway Publishing, anteriorment Conway Maritime Press, una editorial fundada el 1972, especialitzada en llibres d'història naval, navegació i transport marítim, i cultura marítima.
- National Trust Books, una nova editorial establerta per Anova dirigida als membres del National Trust for Places of Historic Interest or Natural Beauty i d'altres interessats en jardineria, cuina, i similars.
- Pavilion Books, fundada el 1981 i centrada en fotografia, art, i temes relacionats.
- Portico, una altra nova editorial que publica temes d'humor i d'altres de no ficció.
- Robson Books, publica llibres d'autors diversos com ara Alan Coren, Matthew Parris, Jack Rosenthal, Dannie Abse, i Alan Sillitoe.